# Ruy Coelho

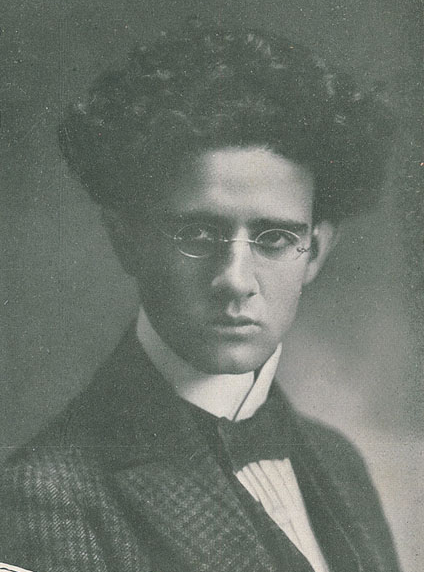
Ruy Coelho, um 1911

Ruy Coelho (* 3. März 1889 in Alcácer do Sal bei Lissabon; † 5. Mai 1986 in Lissabon) war ein portugiesischer Pianist, Komponist und Dirigent.

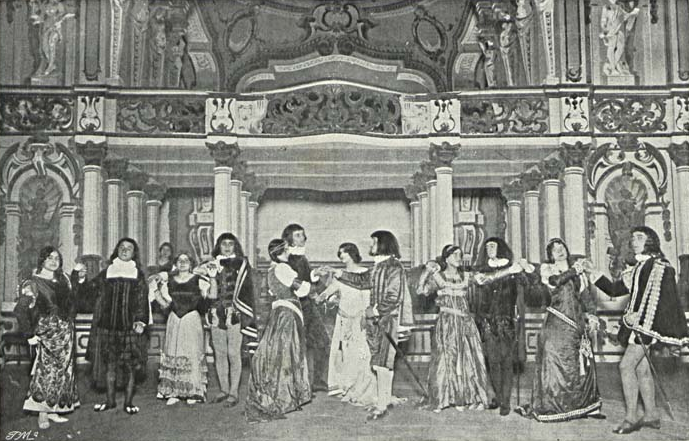
Serão da infanta im Teatro São Carlos von Lissabon, 1913

## Leben und Wirken
Ruy Coelho studierte von 1904 bis 1909 am Konservatorium in Lissabon das Fach Klavier bei Alexandre Rey Coalço und das Fach Komposition bei António Eduardo da Costa und Tomás Borba. Danach ging er im Jahr 1910 nach Berlin und studierte dort Komposition bei Engelbert Humperdinck, Max Bruch und Arnold Schönberg und Klavier bei Einsenberg, ab 1913 in Paris bei Paul Vidal (1863–1931) und kehrte anschließend nach Portugal zurück. Dort begann er eine Laufbahn als Pianist und entwickelte eine intensive Arbeit als Dirigent im In- und Ausland. Seine Tätigkeit als Komponist erstreckte sich besonders auf Ballettmusik und Opern. Seine Oper Belkiss erhielt im Jahr 1924 beim Internationalen Kompositionswettbewerb in Madrid eine Auszeichnung. 1934 gründete er die Acção National de Ópera (Nationale Opernbewegung) zum Zweck der Förderung der portugiesischen Oper; praktisch wurden der Öffentlichkeit seines Landes jedoch nur seine eigenen Opern vorgestellt. Er war im Jahr 1940 auch beteiligt an der Gründung der Companhia de Bailados Verde Gaio (Ballett-Ensemble „Verde Gaio“), für welche er mehrere Kompositionen schrieb; seit 1942 gehörte er dem Gabinete de Estudos Musicais da Emissora Nacional an, für das er viele Werke verfasste. Daneben arbeitete er für den portugiesischen Rundfunk und schrieb als Musikkritiker für verschiedene Lissaboner Zeitungen. Sein musikalisches Schaffen und auch alle anderen Bereiche seiner Arbeit standen immer in naher Beziehung zur politischen Situation seiner Zeit; somit wurde seine Musik nach der „Nelkenrevolution“ im Jahr 1974 kaum noch beachtet. Seine Opern werden in unserer Zeit nicht mehr aufgeführt, dagegen sind seine Ballettmusiken und seine Orchesterstücke in Konzerthäusern zu hören und werden auf Tonträger aufgenommen.

## Bedeutung
Ruy Coelho kam zwar am Anfang des 20. Jahrhunderts mit den Hauptströmungen der europäischen Musik in Berührung, aber er übernahm kaum die kompositorischen Techniken oder die musikalische Sprache seiner Zeitgenossen; derartige Techniken verwendete er nur sparsam und in kritischer Auswahl. Er blieb stets einem gewissen portugiesischen Nationalstil treu und bemühte sich, den Geist seiner Nation in seinen Instrumental- und Bühnenwerken zu erneuern und publik zu machen. Seine Musik ist in der Volksmusik seiner Heimat verwurzelt, die er auf vielfältige Weise integrierte. So benutzte er immer wieder Texte aus der portugiesischen Literaturgeschichte und historische oder volkstümliche Themen. Er gilt als Schöpfer der modernen portugiesischen Nationaloper, und er spielte eine wichtige Rolle in der Entwicklung der dramatischen Gattungen in Portugal, weil durch ihn die Oper seines Landes kräftigen Auftrieb erhielt und die ersten portugiesischen Ballette des 20. Jahrhunderts von ihm stammten.

## Werke
(Coelhos Werke sind hauptsächlich bei den Verlagen Chester, Salabart, Sassetti, Schauer, Senhart und Siegel erschienen; die Manuskripte sind im Familienbesitz).

### Liturgische Formen und Oratorien
Liturgische Formen und Oratorien:
- Oratorium Fátima, Text: Alfonso Lopes Vieira (1931)
- Missa A Santa Teresinha für 4-stimmigen gemischten Chor und Orgel (1934)
- Oratória da paz (1967)

### Weltliche Chormusik
- Festa portuguesa (1962)

### Lieder
Lieder (meist für Sologesang und Klavier):
- Oh Virgem que passais ao sol poente (1912)
- Trilogia camoneana, Text: Luís de Camões und João do Amaral (1916, Lissabon ohne Jahreszahl)
- Canções de saudade e amor (1917)
- 6 canções populares portuguesas für Gesang und Orchester (1949)
- Harmonische Aussetzung von 7 portugiesischen Volksliedern (ohne Jahreszahl), Lissabon [1958]
- Soneto, Text: António Nobre (ohne Jahreszahl), ebenda ohne Jahreszahl
- Dans la jetée d'Alexandrie, Text: Pierre Louys (ohne Jahreszahl), ebenda ohne Jahreszahl
- Melodia de Amor, Text: Ruy Coelho (ohne Jahreszahl), ebenda ohne Jahreszahl
- Chanson, Text: Maurice Maeterlinck (ohne Jahreszahl), ebenda ohne Jahreszahl
- Harmonische Aussetzung von 4 portugiesischen Volksliedern (ohne Jahreszahl), ebenda ohne Jahreszahl
- Marias de Portugal, Text: Câmara Manuel (ohne Jahreszahl), ebenda ohne Jahreszahl
- 6 Kacides Mauresques, Text: verschiedene arabische Dichter

### Opern
Opern (das Jahr der Fertigstellung und das der Uraufführung sind identisch, wenn nicht anders angegeben, und alle unveröffentlicht; Ort der Uraufführung ist, wenn nicht anders vermerkt, Lissabon):
- Serão da infanta, Text: Afonso Lopes Vieira, 1 Akt (1913)
- Crisfal, Musikalische Ekloge, Text: Afonso Lopes Vieira (1920, komponiert 1919)
- Auto do berço, Text: António Correia de Oliveira, 1 Akt (1920)
- Rosas de todo o ano, Text: Júlio Dantas, 1 Akt (1921)
- Inês de Castro, Text: António Patrício nach einer Vorlage von António Ferreira, 3 Akte (1927)
- Freira de Beja, Text: Rui Chianca, 1 Akt (1927)
- Cavaleiro das mãos irrestistíveis, Text: Eugénio de Castro, 1 Akt (1927)
- Belkiss, Text: Eugénio de Castro, 3 Akte (1928, komponiert 1923)
- Entre giestas, Text: Carlos Selvagem, 3 Akte (1929)
- Tá-mar, Text: Alfredo Cortês, 3 Akte (1936)
- Operette Bocage, 3 Akte (1937)
- Dom João IV, Text: João Silva Tavares, 3 Akte (1940)
- A feira, Text: Gil Vicente, 1 Akt (1943, komponiert 1942)
- A rosa de papel, Text: Ruy Coelho nach einer Vorlage von Augusto Santa Rita, 1 Akt (1947)
- Auto da barca do inferno, Text: Ruy Coelho nach einer Vorlage von Gil Vicente, 1 Akt (1950)
- Inês Pereira, Text: Gino Saviotti nach Gil Vicente, 3 Akte (1952)
- Vestido del noiva, Text: Charles Oulmont, 1 Akt (1959)
- Auto da alma, Text: Ruy Coelho nach einer Vorlage von Gil Vicente, 1 Akt (1960, Queluz)
- Orfeu em Lissabon, Text: Ruy Coelho, 3 Akte (1. und 2. Akt 1964, 3. Akt 1966)
- Parabel A bela dama sem pecado, Text: Charles Oulmont, 1 Akt (1969)
- Auto da barca da glória, Text: Gil Vicente, 1 Akt (1970)
- O rouxinol cativo, Text: C. Selvagem, 1 Akt (ohne Jahreszahl)
- Soror Mariana, Text: Júlio Dantas, 1 Akt (ohne Jahreszahl)

### Ballettmusiken
- O sonho da princesa na rosa (1916)
- Ballett für Kinder História da carochinha (1916)
- Princesa dos sapatos de ferro (1917, komponiert 1912)
- Bailado do encantamento, 2 Akte (1917)
- O sonho da pobrezinha (Porto 1921)
- Choreografisches Gedicht Feira (1930)
- Bailada da Ribeira e. D. Sabastião
- Bailado africano (1930)
- Rainha santa (1930)
- Inês de Castro (1940)
- Dança do douro (1940)
- Danças de Trás-os-Montes (1940)
- Chula (1940)
- Os noivos (1940)
- Passatempo (1940)
- Dom Sebastião, Text: António Ferro, 5 Szenen (1943)
- Arraial da ribeira (1951)
- Dança dos pescadores (ohne Jahreszahl)

### Orchesterwerke
- 1. Sinfonia camoneana, für Chor, Orchester und Fanfaren op. 2, Chortext Teófilo Braga (1912), Berlin 1913
- 2. Sinfonia camoneana (1917)
- Symphonisches Gedicht Nun' Álvarez (1922)
- 1. Suite portuguesa (1925), Lissabon ohne Jahreszahl (nur das 1. Stück Dança portuguesa**  wurde veröffentlicht)
- Symphonisches Gedicht Alcácer (1925)
- Symphonisches Gedicht Rainha santa (1926)
- Rondó alentejano (1926)
- Égloga (1926)
- 2. Suite portuguesa (1927)
- 3. Suite portuguesa (1928)
- 1. Pequena sinfonia (1928)
- Abertura comemorativa da chegada dos portugueses à Índia (1928)
- Prelúdio rústico (1929)
- Suite (1930)
- Dança portuguesa (1932)
- 4 danças portuguesas (1932)
- 2. Pequena sinfonia (1932)
- Cenas bíblicas (1933)
- 1. Rapsódia portuguesa (1934)
- Suite Passeios de estio (1935)
- Rondel alentejano (1938)
- 1. Sinfonia (1939)
- 2. Rapsódia portuguesa (1942)
- Jardim quimérico (1946)
- 3. Sinfonia camoneana (1948)
- Peninsulares (1949)
- Nas planícies do Alentejo (1950)
- 4. Sinfonia camoneana (1951)
- Rapsódia de Águeda (1953)
- História trágico-marítima (1954)
- Alentejo (1954)
- 2. Sinfonia (1955)
- 3. Sinfonia (1956)
- 4. Suite portuguesa (1956)
- 5. Sinfonia camoneana (San Paolo) (1957)
- Retábulo português (1960)
- Rapsódia de Lissabon (1961)
- Symphonisches Gedicht O castelo de Lissabon (1962)
- Calendário (1963)
- 4 Suiten Viagens na min ha terra (1964–67)
- Prolog Sinfonia henriquina (1966)
- Sinfonia de além-mar (1969)

### Instrumentalkonzerte
- Fantasia portuguesa für Violine und Orchester (1935)
- 1. Concerto de piano (1939)
- Noites nas ruas da Mouraria für Klavier und Orchester (1943)
- 2. Concerto de piano (1948)
- Egypcienne für Violine und Orchester (1950)

### Kammermusik
- 1. Sonata für Violine und Klavier (1910)
- Largo für 2 Violen, 2 Violoncelli und Klavier (1911)
- Trio für Violine, Violoncello und Klavier (1916)
- 2. Sonata für Violine und Klavier (1923)
- Quartedo de cordas (Streichquartett, 1942)

### Klaviermusik
- Suite Bouquet (1911), Berlin 1912
- Sonatina (1932)
- Album para ajuventude portuguesa (1933), Lissabon 1959
- Promenades enfantines à Paris (1935)
- 3 prelúdios (1962)
- Mazurka (ohne Jahreszahl), Lissabon, ohne Jahreszahl
- Suite portuguesa (ohne Jahreszahl), ebenda, ohne Jahreszahl

### Filmmusik
Coelho schrieb auch Filmmusik für einige Werke des Portugiesischen Films:
- Ver e Amar! (1930, ein Fado beigesteuert); Regie: Chianca de Garcia
- Ala-Arriba!; Regie: José Leitão de Barros (1943)
- Camões; Regie:  José Leitão de Barros (1943)
- Reina Santa; (1947); Regie: Henrique Campos u. a.
- A Garça e a Serpente (1952); Regie: Arthur Duarte
- Rapsódia Portuguesa (1959); Regie: João Mendes

### Schriften (Auswahl)
- Carta a um compositor célebre: fakte para a história da arte em Portugal, Lissabon 1915
- Resposta a um zero, [Lissabon] 1927
- A sindicância ao Conservatório de Lissabon: esclarecimentos indispensáveis, Lissabon 1930 (zusammen mit G. de Oliveira)
- Os grilos de seara: a melhor maneira de combater a música má é escrever música boa, [Lissabon] 1931
- La Musique portugaise, la langue et l'état (Vortrag auf dem 5. Internationalen Kongreß der Kritiker in Lissabon im September 1931), Lissabon 1931
- Como se reformou o teatro de ópera em Londres, ebenda [1946?]
- Carta aos meus amigos, ebenda 1946 und 1947 (zwei gleichnamige Briefe)
- Vorwort zu Till o maganão: as engraçadas travessuras de Till, ebenda 1950
- Como funcionam os teatros de ópera e o teatro Nacional de S. Carlos de Lissabon, ebenda 1959